# مبادل ضغط
ينقل مبادل الضغط طاقة الضغط من تيار مائع مرتفع الضغط إلى تيار مائع منخفض الضغط. تعمل العديد من العمليات الصناعية عند ضغوط مرتفعة ولها تيارات هدر مرتفعة الضغط. من طرق توفير مائع مرتفع الضغط لعملية كهذه: نقل الضغط المهدور إلى تيار منخفض الضغط باستخدام مبادل ضغط.
من أنواع مبادلات الضغط الفعالة (الكفؤة) بشكل خاص مبادل الضغط الدوراني. يستخدم هذا الجهاز دائرًا أسطوانيًّا بممرات طولية موازية لمحور دورانه. يدور الدائر في قميص بين غطاءين طرفيين. تنتقل طاقة الضغط مباشرةً من التيار مرتفع الضغط إلى التيار منخفض الضغط في ممرات الدائر. يشكل بعض المائع الذي يبقى في الممرات حاجزًا يعيق المزج بين التيارين. يشابه هذا الفعل الدوراني إطلاق رشاش آلي من طراز قديم طلقات نارية مرتفعة الضغط يعاد ملؤه باستمرار بخراطيش مائع جديدة. تُشحن ممرات الدائر وتُفرغ مع إعادة عملية انتقال الضغط نفسها.
يقاس أداء مبادل ضغط بمردود عملية انتقال الطاقة وبدرجة المزج بين التيارين. طاقة التيارين هي جداء تدفقيهما الحجميين وضغطيهما. المردود تابع لكل من تفاضلات الضغط والضياعات الحجمية (التسربات) على امتداد الجهاز ويحسب بالعلاقة التالية:
{\displaystyle \eta ={\frac {\Sigma {\text{ energy out}}}{\Sigma {\text{ energy in}}}}={\frac {(Q_{G}-L)\times (P_{G}-HDP)+(Q_{B}+L)\times (P_{B}-LDP)}{Q_{G}\times P_{G}+Q_{B}\times P_{B}}}\qquad \qquad (1)}
حيث Q التدفق، P الضغط، L تدفق التسرب، HDP تفاضل الضغط المرتفع، LDP تفاضل الضغط المنخفض، يشير الدليل B إلى تغذية الضغط المنخفض للجهاز والدليل G إلى تغذية الضغط المرتفع للجهاز. المزج تابع لتراكيز الأنواع في تيارات الدخول ونسبة حجوم التدفقات إلى الجهاز.

## التناضح العكسي
توفر مبادلات الضغط الطاقة في هذه الأنظمة عن طريق تخفيض الحمل على مضخة الضغط المرتفع. في جهاز تناضح عكسي لمياه البحر يعمل بنسبة استرجاع مياه 40% للأغشية، يوفر جهاز استرجاع الطاقة 60% من تدفق تغذية الغشاء. تُستهلك الطاقة من قبل مضخة التدوير، ولكن لأن هذه المضخة تدوّر الماء وحسب دون أن ترفع ضغطه فإن استهلاكها الطاقي يمكن إهماله تقريبًا؛ يشكل أقل من 3% من الطاقة المستهلكة من مضخة الضغط المرتفع. لذا فنحو 60% من تدفق تغذية الغشاء يُضغط دون دخل طاقي تقريبًا.

## استرجاع الطاقة
أنتجت محطات تحلية مياه البحر مياهًا صالحةً للشرب لسنوات عديدة. ولكن حتى وقت قريب كانت التحلية تستخدم فقط في ظروف خاصة بسبب الاستهلاك الطاقي المرتفع للعملية.
استخدمت التصاميم الأولى لمحطات التحلية عدة تقنيات تبخير. أكثرها تقدمًا التحلية متعددة المراحل بالتبخير الفجائي في محليات مياه البحر التبخيرية، التي تستخدم عدة مراحل ولها استهلاك طاقي مرتفع يزيد عن 9 كيلوواط ساعي لكل متر مكعب من المياه الصالحة الشرب التي تنتجها. لهذا السبب كانت تبنى محليات مياه البحر الكبيرة في مواقع ذات تكاليف طاقة منخفضة، كالشرق الأوسط، أو إلى جوار محطات عمليات ذات هدر حراري.
في سبعينيات القرن العشرين طورت عملية تناضح عكسي لمياه البحر تستخرج المياه الصالحة للشرب من مياه البحر عن طريق إخضاعها لضغط مرتفع يجبرها على المرور عبر غشاء محكم يصفي الأملاح والشوائب. يتخلص جهاز التناضح العكسي لمياه البحر من هذه الشوائب على شكل محلول أجاج مركز في تيار مستمر، يحتوي على كمية كبيرة من طاقة الضغط المرتفع. معظم هذه الطاقة يمكن أن تُسترجع بجهاز مناسب. كان للعديد من أوائل محطات التناضح العكسي لمياه البحر التي أنشئت في سبعينيات القرن العشرين وبداية ثمانينياته استهلاك طاقي يزيد عن 6.0 كيلوواط ساعي لكل متر مكعب من المياه الصالحة للشرب التي تنتجها؛ بسبب أداء الغشاء المنخفض، والقيود الناجمة عن هبوط الضغط، وغياب أجهزة استرجاع الطاقة.
من الأمثلة التي يمكن تطبيق محرك تبادل ضغط فيها إنتاج مياه صالحة للشرب باستخدام عملية غشاء التناضح العكسي. في هذه العملية، يُضخ محلول ملحي مغذي إلى مصفوفة الأغشية بضغط مرتفع. ينقسم المحلول الملحي الداخل بعدها إلى محلول ملحي فائق (أجاج) عند ضغط مرتفع ومياه صالحة للشرب عند ضغط منخفض. رغم عدم إمكانية الاستفادة من الأجاج مرتفع الضغط في هذه العملية كمائع، إلا أن طاقة الضغط التي يحتويها لها قيمة مرتفعة. يطبق محرك تبادل ضغط لاسترجاع طاقة الضغط في الأجاج ونقلها إلى محلول التغذية الملحي. بعد نقل طاقة الضغط في تدفق الأجاج، يُلفظ الأجاج عند ضغط منخفض إلى المصرف.
محطات التناضح العكسي التي عملت لتحلية مياه البحر لإنتاج مياه شرب على نطاق صناعي كلها تقريبًا مجهزة بنظام استرجاع طاقة أساسه العنفات. تشغل هذه العنفات بواسطة المحلول المركز (الأجاج) الذي يغادر المحطة وتنقل الطاقة المحتواة في الضغط المرتفع لهذا المحلول المركز بشكل ميكانيكي عادةً إلى مضخة الضغط المرتفع. في مبادل الضغط تنتقل الطاقة المحتواة في الأجاج هيدروليكيًّا وبمردود يبلغ نحو 98% إلى خط التغذية. يخفض هذا الحاجة الطاقية لعملية التحلية (التقطير) بشكل كبير وبالتالي تنخفض تكاليف التشغيل. من هنا ينتج استرجاع طاقة اقتصادي، يتراوح زمن إهلاك رأس المال لأنظمة كهذه بين سنتين وأربع سنوات حسب مكان التشغيل.
التكاليف الطاقية والرأسمالية المنخفضة تعني أنه بات من الممكن لأول مرة إنتاج مياه صالحة للشرب من مياه البحر بكلفة دون دولار واحد للمتر المكعب في العديد من الأماكن في العالم. مع أن الكلفة يمكن أن تكون أعلى قليلًا في الجزر ذات تكاليف الطاقة المرتفعة، فإن مبادلات الضغط يمكنها توسعة سوق تحلية مياه البحر بشكل سريع.
عن طريق تطبيق نظام تبادل ضغط، كالذي يستخدم في مجالات أخرى بالفعل، يمكن تحقيق أنظمة تناضح عكسي ذات مراديد استرجاع طاقي أعلى بكثير من تلك التي يمكن تحقيقها باستخدام المضخات أو العنفات العكسية. يناسب نظام تبادل الضغط، أكثر من أي شيء آخر، المحطات الكبرى، أي التي لها إنتاج أكبر من أو يساوي 2000 مترًا مكعبًا في اليوم تقريبًا.